# Arctosa albida
Arctosa albida là một loài nhện trong họ Lycosidae.
Loài này thuộc chi Arctosa. Arctosa albida được Eugène Simon miêu tả năm 1898.